# 石井昭仁
石井 昭仁（いしい あきひと、1977年 - ）は、日本の和太鼓奏者である。
秋田県出身。

## 来歴
1989年、12歳のとき「大館曲げわっぱ太鼓」にて和太鼓を叩き始める。
1994年、「富士山太鼓祭大太鼓一人打ち」最優秀賞受賞。
1995年、「OTAIKO響き大太鼓一人打ち」最優秀賞受賞。
1999年、「OTAIKO響き大太鼓一人打ちグランドチャンピオン大会」準優勝。
2010年、「第9回東京国際和太鼓コンテスト」入賞。
2007年～2011年は、林田ひろゆき&ZI-PANGレギュラーメンバーであった。
2012年、和太鼓と篠笛の編成「風神」を結成。
2015年、和太鼓と筝の編成「毘沙門」を結成。

## 人物
和太鼓伝統の心技体を正統に継承しつつも、従来の枠にとらわれない斬新で創造的な演奏が魅力の和太鼓演奏者である。さまざまなジャンルの演奏家とのコラボレーションによる、発展的なパフォーマンスは多方面から非常に評価が高い。「SMAP×SMAP」に出演しSMAPと共演、また北島三郎のバックバンドも務めた。またロサンゼルス、コロンビア、中国、カザフスタンなどで海外公演を行うなど、国内外で勢力的に活動している。和太鼓の魅力と人間の可能性を追求し、見ている人の人生に変化を与える、エネルギッシュなパフォーマンスに溢れている。
躰道選手の大橋正芳の海外遠征壮行会にて演奏をした経緯から、現在も親交が深い。

## 主な活動歴、イベント演奏歴
- 2007年　「中南米ツアー」
- 2008年　「女子レスリング世界選手権」、「神宮外苑花火大会」
- 2011年　「体操ジャパンカップ」
- 2012年　「ダーツジャパンカップ」